# 三异丁基铝
三异丁基铝（化学式：C12H27Al）是无色透明液体，用作顺丁橡胶聚合催化剂，也是其他定向聚合橡胶、合成树脂和合成纤维常用聚合催化剂。